# Guy Lefrant
Guy Lefrant (n. 26 februarie 1923, Muille-Villette, Picardie⁠(d), Franța – d. 31 decembrie 1993, Rueil-Malmaison, Métropole du Grand Paris, Franța) a fost un sportiv ce a reprezentat Franța, medaliat olimpic. A participat la 3 ediții ale Jocurilor Olimpice (1952, 1960, 1964) în care a câștigat o medalie de argint.